# Neoantistea hidalgoensis
Neoantistea hidalgoensis là một loài nhện trong họ Hahniidae.
Loài này thuộc chi Neoantistea. Neoantistea hidalgoensis được miêu tả năm 1976 bởi Opell & Joseph A. Beatty.